# Orconectes menae
Orconectes menae é uma espécie de crustáceo da família Cambaridae.
É endémica dos Estados Unidos da América.